# Belagerung von Posen (1704)
1. Phase: Schwedische Dominanz (1700–1709)
Dänischer Kriegsschauplatz (1700)
Humlebæk • Tönning I 
Livländ./ Estnischer Kriegsschauplatz (1700–1708)
Riga I • Jungfernhof • Varja • Pühhajoggi • Narva • Petschora • Düna • Rauge • Erastfer • Hummelshof • Embach • Tartu • Narva II • Wesenberg I • Wesenberg II
Ingermanländ./ Finnischer Kriegsschauplatz (ab 1701)
Archangelsk • Ladogasee • Nöteborg • Nyenschanz • Newa • Systerbäck • Petersburg • Wyborg I • Porvoo • Newa II • Koporje II • Kolkanpää
Litauisch-weißrussischer Kriegsschauplatz (1702–1706)
Vilnius • Saladen • Jakobstadt • Gemauerthof • Mitau • Grodno I • Olkieniki • Njaswisch • Klezk • Ljachawitschy
Polnischer Kriegsschauplatz (1702–1706)
Klissow • Pułtusk • Thorn • Lemberg • Warschau • Posen • Punitz • Tillendorf • Rakowitz • Praga • Fraustadt • Kalisch 
Russischer Kriegsschauplatz (1708–1709)
Grodno II • Golowtschin • Moljatitschi • Rajowka • Lesnaja • Desna • Baturyn • Koniecpol • Weprik • Opischnja • Krasnokutsk • Sokolki • Poltawa I • Poltawa II
2. Phase: Schweden in der Defensive (1710–1721)
Baltischer und Finnischer Kriegsschauplatz (bis 1714)
Riga II • Wyborg II • Pernau • Kexholm • Reval • Hogland • Pälkäne • Storkyro • Nyslott • Hanko 
Schwed./Norwegischer Kriegsschauplatz (1710–1721)
Helsingborg • Køge-Bucht • Bottnischer Meerbusen • Frederikshald I • Dynekilen-Fjord • Göteborg I • Strömstad • Trondheim • Frederikshald II • Marstrand • Ösel • Göteborg II • Södra Stäket • Grönham • Sundsvall
Norddeutscher Kriegsschauplatz (1711–1716)
Elbing • Wismar I • Lübow • Stralsund I • Greifswalder Bodden I • Stade • Rügen • Gadebusch • Altona • Tönning II • Stettin • Fehmarn • Wismar II • Stralsund II • Jasmund • Peenemünde • Greifswalder Bodden II • Stresow 
Die Belagerung von Posen im Großen Nordischen Krieg begann am 14. Oktober und endete mit dem Abzug der sächsischen Belagerer am 2. November 1704.

## Vorgeschichte
| \| Belagerung von Posen (1704) \| |
| Lage des Schlachtfeldes           |
| Belagerung von Posen (1704)       |

Die Stadt Posen wurde 1703 von den Schweden erobert. Die Schweden ließen eine mehrere hundert Mann starke Besatzung in der Stadt.
Anfang 1704 wurden in Posen große Teile des schwedischen Heeres stationiert, die daraufhin einen Feldzug gegen die Sachsen und Russen in Polen führten. Der Schwedenkönig wollte den sächsischen Kurfürsten als König von Polen absetzen und durch einen eigenen Kandidaten ersetzen. Das schwedische Heer marschierte Richtung Lemberg, um die Stadt einzunehmen und die Sachsen zu einer offenen Feldschlacht zu zwingen. Die dafür nötigen Soldaten wurden aus Polen und Livland abgezogen. Dadurch blieben Warschau und Posen ohne nennenswerte Verteidigung.
Im Sommer lagerte der schwedische General Maierfeld mit 400 Mann Fußvolk, zwei Geschützen und Kavallerie vor den Toren von Posen und schlug die Truppen des Generals von Schulenberg. Dieser wollte die Schweden vor den Toren von Posen überfallen und in die Stadt einmarschieren. Die Sachsen erlitten in dem Gefecht etwa 600 Tote und Verwundete und die Schweden etwa 300 Tote und Verwundete.
Nachdem die Sachsen erfolgreich in Warschau einmarschiert waren und August der Starke seinen Thronanspruch erneut gefestigt hatte, wandten sie sich wieder Richtung Posen, um diese befestigte Stadt einzunehmen. Die Belagerungsarmee der Sachsen wurde von General Brandt und das russische Korps von Johann Reinhold von Patkul angeführt. Die Stadt Posen wurde verteidigt von der schwedischen Armee unter dem Oberkommando von General Marderfeldt.

## Die Belagerung
Bei Beginn der Belagerung lagen in der Stadt 6000 Schweden. Nachdem sich der sächsische General Brandt mit dem russischen Korps unter Patkul vereinigt hatte, marschierten etwa 34.000 Mann auf Posen zu. Die Artillerie der Sachsen und Russen wurde auf den Hügeln in der Nähe der Stadt positioniert und begann mit dem Dauerfeuer. Die Russen konzentrierten ihr Bombardement auf das Schloss und das Breslauer Tor. Es gelang ihnen eine erste Bresche in die Stadtmauer zu sprengen. Doch jede Lücke in der Mauer wurde nachts von den Schweden mit Erde und Steinen geschlossen, sodass kein Angriff der Infanterie erfolgen konnte.
Am 25. Oktober 1704 gelang es den Russen auch in die zweite Stadtmauer eine Bresche zu schießen. Am 27. begannen die Belagerer das Wronker Tor zu beschießen, bereits am folgenden Tag war eine Bresche von 30 Schritten Breite geschossen. Am 31. Oktober war die Bresche bereits 80 Schritte breit und die zweite Mauer eingestürzt. Die Schweden entsandten mehrere Geschütze zum Wronker Tor, um eine Erstürmung abzuwehren. Die Geschütze wurden mit Kartätschen geladen, um die feindliche Infanterie massiv zu schädigen.
Die Belagerer verwendeten Brandgeschosse und steckten die Stadt in Brand. Alle Einwohner wurden mit Haken und Wasser zum Löschen der Flammen ausgerüstet. Den Juden der Stadt war die Aufgabe zugeteilt worden, die Kugeln zu löschen. Die deutschen Einwohner von Posen wurden bewaffnet und mussten im Falle einer Erstürmung die Stadt mit verteidigen. Während der Belagerung schrieb Johann Patkul einen Brief an den Kommandanten, in dem er die Kapitulation der Stadt einforderte. Der Bote des Briefes kam ohne Antwort zu General Patkul zurück. Denn der Kommandant sah in ihn keinen Verhandlungspartner, Patkul war in Schweden in Ungnade gefallen und konnte damit solche Forderungen nicht stellen.
Nachdem die Stadt bereits drei Wochen belagert wurde, begannen die Lebensmittel knapp zu werden. Der Kommandant befahl 300 Pferde der schwedischen Kavallerie zu schlachten. Die Nachrichten über das Herannahen des Schwedenkönigs aus Lemberg sowie der Rückzug Augusts des Starken aus Warschau verunsicherten die Belagerer. Am 2. Oktober 1704 wurde der geordnete Rückzug angetreten. Dieser fand in der Nacht statt und die Schweden verließen am Morgen die Stadt um die Sachsen zu verfolgen.

## Folgen
Auf sächsisch-russischer Seite gibt es keine Angaben über Verluste. Aber auch die Verluste der Schweden waren gering und sollen elf Tote und 28 Verwundete betragen haben. In der Zeit der dreiwöchigen Belagerung feuerte die alliierte Artillerie 9715 Geschosse in die Stadt.
Die sächsische Armee flüchtete Richtung Heimat. Auf dem Weg nach Sachsen vereinigten sie sich mit der Armee von Schulenberg. Auch das russische Korps zog sich zurück. Dieses wurde von den schwedischen Einheiten verfolgt und in kleinere Scharmützel verwickelt. Am 6. November traf König Karl XII. in Posen ein.